# Paul Stewart (kierowca)
Paul Stewart (ur. 29 października 1965 roku w Dumbarton) – były brytyjski kierowca wyścigowy.

## Życiorys
Paul Stewart jest synem trzykrotnego mistrza świata Formuły 1, Jackiego Stewarta. Mimo że urodził się w Szkocji, to dzieciństwo spędził w Szwajcarii, uczęszczając do tamtejszej ekskluzywnej szkoły – Aiglon College. Po jej ukończeniu przeprowadził się do Stanów Zjednoczonych, gdzie studiował nauki polityczne na Duke University w Durham. W tym samym czasie zapisał się do dwóch szkół dla młodych kierowców wyścigowych – jedna znajdowała się w USA, druga w Wielkiej Brytanii. W szkołach tamtych jeździł pod przybranym nazwiskiem, gdyż chciał się zorientować, czy posiada talent porównywalny do swojego ojca. W tychże szkołach wyścigowych radził sobie dobrze, stąd zadecydował o rozpoczęciu kariery w wyścigach samochodowych.
W 1987 roku uczestniczył w wyścigach Formuły Ford 1600 w Wielkiej Brytanii, a po zakończeniu edukacji (w 1988 roku) rozpoczął starty w Formule Ford 2000. W 1988 roku jego ojciec wykupił zespół Gary Evans Motorsport i przemianował go na Paul Stewart Racing. W ekipie tej kierowcą był Paul Stewart. Sezon 1989, mimo zwycięstwa w Snetterton, nie był zbyt udany. W sezonie 1990 Paul startował w Formule 3, a jego partnerem był Derek Higgins. W latach 1991 – 1993 Paul nadal ścigał się w "swojej" ekipie (jego partnerami w teamie byli Marco Apicella w 1991 roku, David Coulthard w 1992 i Gil de Ferran w 1993), ale już w Formule 3000, jednak nie osiągał tam sukcesów – w pierwszym sezonie startów nie zdobył żadnego punktu, w drugim 3, a w trzecim 10 (najlepszy rezultat – trzecie miejsce w Pau). W związku z tym po sezonie 1993 postanowił zakończyć ściganie, koncentrując się na samodzielnym prowadzeniu swojego zespołu. Paul Stewart został oficjalnie szefem ekipy PSR rywalizującej w Formule 3; był nim do końca jej istnienia, a więc do roku 1997.
Pod koniec roku 1997 Paul został dyrektorem zarządzającym w zespole Formuły 1 Stewart Grand Prix (zespół ten założył jego ojciec). Funkcję tę pełnił do początku 1999 roku, kiedy to został zastępcą prezesa. Po całkowitym przejęciu zespołu Stewart przez koncern Ford Motor Company, Paul zrezygnował z tej roli, a przejął nadzór na codzienną aktywnością zespołu. Funkcję tę pełnił również w zespole Jaguar Racing (który był następcą zespołu Stewart Grand Prix), ale z powodu choroby nowotworowej zrezygnował z niej w połowie sezonu 2000.